# La Partie d'échecs (Lucas van Leyden)
Pour les articles homonymes, voir La Partie d'échecs (homonymie).
La Partie d'échecs est une peinture du peintre néerlandais de la Renaissance Lucas van Leyden réalisée vers 1508.

## Description et interprétation
Le tableau montre une jeune femme et un homme en train de disputer une partie d'échecs. Le plateau de jeu a 96 cases (8 fois 12 cases) ; il s'agit d'une variante ancienne du jeu qui s'était propagé depuis le XIIIe siècle. Cette variante du jeu était à l'époque une métaphore de la rencontre amoureuse.

Ce tableau est un des premiers exemples de la scène de genre flamande. Huit personnages assistent à la scène et discutent par groupe de deux à gauche et au centre, et par trois à droite, deux hommes entourant une femme avec un capuchon blanc.
La jeune femme assise à droite joue avec les pièces noires ; elle est conseillée par un homme qui est probablement son père. En face d'elle son probable futur mari qui joue avec les pièces blanches détourne son visage du jeu pour être quasiment face au spectateur et plisse les yeux. Quelques-unes des pièces d'échec représentées sur et à côté du plateau ne sont pas identifiables aujourd'hui car leur représentation a changé au fil des siècles mais une analyse du jeu montre toutefois que les noirs sont en passe de gagner car la femme va proposer un échec à son adversaire avec sa tour.

D'un point de vue formel, les personnages sont répartis sur deux registres. Le registre supérieur pour les spectateurs et commentateurs, dont les visages sont placés sur une ligne sinueuse avec alternance bas/haut. Le registre inférieur étant composé de ceux qui participent à la partie à proprement parler. Il est également possible de déceler une composition pyramidale s'appuyant sur le joueur de gauche et le personnage placé immédiatement derrière lui à droite, qui redescend à partir du personnage féminin avec lequel il parle, puis le conseiller placé immédiatement devant elle et enfin la jeune joueuse de droite. Cette composition pyramidale est reprise par le placement des mains qui sont visibles dans le tableau et forment également un triangle, là encore très marqué à droite et plus lâche à gauche.
Du point de vue des couleurs, les rouges et les carmins sont placés sur la diagonale qui part du coin supérieur gauche et finit sur le vêtement de la jeune femme. Les blancs et les crèmes sont placés à peu près symétriquement sur la diagonale opposée, qui débute du coin supérieur droit pour aboutir sur le vêtement de l'homme. L'abondance de blanc sur le vêtement de la femme du registre supérieur et sa présence en quantité moindre sur le jeune femme pourrait faire penser à un lien de filiation mère-fille, ou de sororité étant donné la proximité en âge, ce qui ferait du troisième personnage féminin la mère des deux autres.  
La Partie d'échecs de Van Leyden a été acquise en 1874 par la Gemäldegalerie de Berlin avec la collection de Barthold Suermondt.